# Avatar
Avatar — шведський метал-гурт, утворений в Гетеборзі, Швеція в 2001 році. Гурт випустив вісім студійних альбомів, два міні-альбоми та одне демо.

## Історія
Гурт був сформований в 2001 році барабанщиком Йоаном Альфредсоном та гітаристом Йонасом Ярлсбі, які, на той час, виступали в окремих гуртах. Після декількох змін у складі, у 2004 році гурт випустив два демо, які містили по чотири пісні кожен: Personal Observations вийшов 18 січня 2004 року, 4 Reasons to Die — 19 листопада 2004 року. Перший студійний альбом Avatar, Thoughts of No Tomorrow, вийшов 25 січня 2006 року та досяг 47 місця в шведському рейтингу альбомів Sweden Albums Top 60. Гурт відіграв кілька європейських турів на розігріві у Impaled Nazarene, Evergrey та In Flames.
Другий альбом Avatar, Schlacht, вийшов 24 жовтня 2007 року та досяг 27 місця в шведському альбомному чарті. Бйорн Гелотт з In Flames виконав гітарне соло у композиції «Letters From Neverend». Під час наступних турів вони виступили на Sweden Rock Festival у 2008 році, а також виступили на підтримку Obituary (січень — лютий 2008 року) та Hardcore Superstar (жовтень — листопад 2009 року). Третій альбом гурту, названий на честь гурту Avatar, вийшов у Швеції у листопаді 2009 року та посів 36 позицію у національному чарті альбомів. У січні 2010 року на сайті гурту було викладено кліп на пісню «Queen of Blades». Приблизно в той же час гурт підписав контракт із Sony Music на запуск та випуск альбому в Німеччині та Швейцарії 26 березня 2010 року. У квітні того ж року було підписано угоду з японським лейблом Art Union щодо випуску альбому 19 травня 2010 року. Згодом гурт розпочав гастролі, з'явившись на події Storsjöyran, а також виступали разом з Warrior Soul (березень — квітень 2010), Dark Tranquility (жовтень — листопад 2010) та Helloween (грудень 2010 — січень 2011).
У грудні 2011 року гітарист Сімон Андерссон залишив гурт і його замінив Тім Охштрьом. 25 січня 2012 року в Європі відбувся реліз альбому Black Waltz. Він досяг 25 позиції у шведському рейтингу альбомів. У США реліз альбому відбувся 14 лютого. Black Waltz знаменує собою появу образу «клоун», який зараз є постійним для вокаліста гурту Йоханеса Екерстрьома. Щоб підтримати американський реліз Black Waltz, Avatar вирушив у свій перший тур США разом з Lacuna Coil і Sevendust у лютому 2013 року.
У серпні 2013 року, після того, як дружина вокаліста Device and Disturbed Девіда Дреймана народила, і Дрейман вирішив відмовитися від свого гастрольного графіка, Avenged Sevenfold обрали Avatar, щоб замінити Device та продовжити тур з ними та Five Finger Death Punch. Наступної осені гурт провів місяць у Таїланді, записуючи новий альбом, випуск якого був запланований на березень 2014 року. 11 березня 2014 року було оголошено, що п'ятий альбом Avatar називатиметься Hail the Apocalypse і вийде 13 травня 2014 року на лейблі eOne Music. Перший сингл альбому, заголовний трек, вийшов 17 березня 2014 року та супроводжувався відео. Продюсером нового альбому став Тобіас Лінделл. З моменту виходу Hail the Apocalypse Avatar провів кілька турів по США та Європі як розігрів та хедлайнер, а також виступив на таких фестивалях, як Rock on the Range 2014 та на першому Louder Than Life. Реліз музичного відео на «Vultures Fly» відбувся 26 січня 2015 року. Кліп отримав нагороду, п'ять тижнів поспіль посідавши перше місце у рейтингу Battle Royal від Loudwire, а також стало кращим рок-кліпом 2015 року. У квітні 2015 року Avatar розпочав тур по США, що складався з головних пісень. Гурт виступав як розігрів у Five Finger Death Punch та Mushroomhead.
6 травня 2015 року було оголошено, що Avatar буде виступати на ShipRocked 2016. Аватар повернувся до Сполучених Штатів з туром в серпні-вересні 2015 року з гуртами Gemini Syndrome та First Decree, а у січні-лютому 2016 року з September Mourning, Згодом гурт повернувся до Швеції для того, щоб закінчити роботу над альбомом Hail the Apocalypse. Продюсером альбому була оголошена Сильвія Массі, а сам альбом був записаний у трьох європейських студіях. До кінця 2015 року було оголошено, що виступи Avatar заплановані на декількох фестивалях у 2016 році, включаючи Rock on the Range та Carolina Rebellion.
Після кількох турів на підтримку Hail the Apocalypse 2014 року, Avatar повернулися до студії у грудні 2015 року, щоб розпочати запис тоді ще неназваного наступного студійного альбому. Гурт записував його у трьох європейських студіях — Castle Studios у Рорсдорфі, Німеччина, Finnvox Studios у Гельсінкі, Фінляндія та Spinroad Studios у Ліндомі, Швеція. Продюсер Сільвія Массі, відома своєю роботою з Tool і Red Hot Chili Peppers, дала свою оцінку Avatar схарактеризувавши гур як «безжальний» та відзначивши вокаліста Йоханнеса Екерстрьома як «дика енергія та харизма». Після закінчення запису Avatar взяв участь у Shiprocked 2016, а потім здійснив поїздку півднем США з September Mourning та Saint Diablo. 30 січня 2016 року в Далласі, штат Техас, Avatar вперше виконали пісню «For The Swarm».
3 березня 2016 року Avatar розкрив назву нового альбому Feathers & Flesh на своєму офіційному сайті та в соціальних мережах. Також було оголошено дату релізу — 13 травня 2016 року. Також вийшов відеокліп на сингл «For The Swarm». Відео зайняло перше місце у Battle Royale від Loudwire. 17 березня 2016 року вийшли сингли «Regret» та «House of Eternal Hunt». Режисером Йоханом Карленом було створено відео. Перший офіційний сингл «The Eagle Has Landed» вийшов 25 березня 2016 року.
12 червня 2017 року Avatar було нагороджено премією Breakthrough Band Award на фестивалі Metal Hammer Golden Gods.
24 жовтня 2017 року Avatar випустили новий сингл під назвою «A Statue of the King», а також оголосили, що 12 січня 2018 року вони випустять свій сьомий альбом Avatar Country. Також було оголошено дати нового туру Avatar, який мав назву «Avatar Country Tour» та розпочався у січні 2018 року в Північній Америці та продовжувався у Європі з березня того ж року. 13 грудня пісня «The King Wants You» вийшла на радіо SiriusXM Octane, ставши другим синглом з альбому Avatar Country. Офіційний відеокліп вийшов 19 грудня.
12 січня 2018 року Avatar Country став доступним в усьому світі, як через потокові сервіси, такі як Spotify, так і у фізичних форматах у музичних магазинах. 29 жовтня 2018 року гурт запустив кампанію на Kickstarter для Legend of Avatar Country, який було описано як «Художній фільм за мотивами альбому Avatar Country гурту Avatar». Гурту необхідно було отримати фінансування у розмірі 50 000 доларів; станом на 31 жовтня 2018 року гурт зібрав для фільму понад 110 000 доларів.
На початку грудня 2019 року Avatar оголосили, що розпочали запис свого наступного альбому в Sphere Studios у Лос-Анджелесі. Інтерв'ю з Loudwire у січні та пізніше відео самого гурту показали, що фронтмен Slipknot та Stone Sour Корі Тейлор брав участь у записі пісні «Secret Door». У тому ж інтерв'ю були розкриті назви ще кількох пісень із ще не названого альбому: «Colossus», «Child», «Scream Into The Void» та «Silence In The Age Of Apes». У відео на YouTube і твіті від 1 травня 2020 року гурт оголосив про закінчення ери «країни аватарів» та посилалася на назву майбутнього альбому за допомогою питання «Ти полюватимеш з нами?».
Назва альбому Hunter Gatherer та дата виходу — 7 серпня 2020 року були оголошені в іншому відео 5 травня 2020 року. Музичне відео на «Silence in the Age of Apes» вийшло 14 травня 2020 року. Два сингли під назвою «Going Hunting» та «Barren Cloth Mother» вийшли 31 серпня та 1 вересня 2021 року відповідно перед туром гурту «Going Hunting». У той же час гурт оголосив про розрив зі своїм звукозаписним лейблом eOne і створення власного лейблу Black Waltz Records.

## Музичний стиль та впливи
Гурт Avatar був описаний як хеві-метал гурт, а точніше як мелодійний дез-метал та грув-метал. Гурт також називають «забарвленим жиром шведським дез-металом/індастріалом/прогресивним металом». Спочатку гурт Avatar працював лише в піджанрі мелодійного дез-металу, але пізніше почав грати наближено до стилю авангардного металу.
На Avatar вплинули In Flames, Dark Tranquility, The Haunted, Мерілін Менсон, Ministry, Strapping Young Lad, Девін Таунсенд, ABBA, Iron Maiden, Thin Lizzy, Rammstein, творчість Бетховена, Helloween, The Beatles, Оззі Осборн, Meshuggah, Gojira та Cryptopsy.

## Учасники

### Поточний склад
- Юханнес Еккерстрьом (Johannes Eckerström) — вокал (2002—нині)
- Юнас Ярлсбю (Jonas Jarlsby) — гітара (2001—нині)
- Тім Оштрьом (Tim Öhrström) — гітара (2011—нині)
- Хенрік Санделін (Henrik Sandelin) — бас-гітара (2003—нині)
- Юан Альфредссон (John Alfredsson) — ударні (нині 2001)

### Колишні учасники
- Сімон Андерссон (Simon Andersson) — гітара (2003—2011)[64]

## Дискографія

### Демо
- 2003 — «Personal Observations»

### EP
- 2004 — «4 Reasons to Die»
- 2011 — «Black Waltz EP»

### Live
- 2019  — «The King Live in Paris»

### Студійні альбоми
- 2006 — «Thoughts Of No Tomorrow»
- 2007 — «Schlacht»
- 2009 — «Avatar»
- 2012 — «Black Waltz»
- 2014 — «Hail The Apocalypse»
- 2016 — «Feathers & Flesh»
- 2018 — «Avatar Country»
- 2020 — «Hunter Gatherer»

### Сингли
- 2005 — «And I Bid You Farewell»
- 2005 — «My Shining Star»
- 2009 — «The Great Pretender»
- 2012 — «Let it Burn»
- 2012 — «Smells Like a Freakshow»
- 2014 — «Hail the Apocalypse»
- 2014 — «Bloody Angel»
- 2014 — «Vultures Fly»
- 2016 — «The Eagle Has Landed»
- 2016 — «Night Never Ending»
- 2017 — «New Land»
- 2017 — «A Statue of the King»
- 2017 — «The King Wants You»
- 2018 — «The King Welcomes You to Avatar Country»
- 2020 — «Silence In The Ages of Apes»
- 2020 — «God of Sick Dreams»
- 2020 — «Colossus»
- 2021 — «Going Hunting»
- 2021 — «Barren Cloth Mother»
- 2021 — «So Sang the Hollow»
- 2021 — «Construction of Souls»

## Нагороди
- 2016 — номіновані на нагороду The Epiphone Revolver Music Awards «Breakthrough Band»;[65]
- 2016 — нагорода Metal Hammer Golden Gods Awards категорія «Best New Talent»;[66]
- 2017 — нагорода Metal Hammer Golden Gods Awards «Breakthrough Band».[67]